# Cura (química)
Cura é um termo na química que se refere ao endurecimento de material polímero por reticulação. Seu início pode se dar por aditivos químicos, calor ou luz ultravioleta. 
No caso da borracha, a cura é conhecida como vulcanização. Na indústria gráfica, a cura por ultravioleta é usada para secar tintas e vernizes. A tecnologia de cura UV vem sendo bastante utilizada como uma alternativa para a preservação do meio ambiente, por se tratar de um sistema livre de emissão de compostos orgânicos voláteis. A cura também é o nome que se dá ao procedimento adotado para impedir que a água da mistura utilizada no concreto evapore rapidamente. Ela é importante pois, se não for feita de modo correto, o concreto (ou betão) não terá a resistência e a durabilidade desejadas. Já na indústria alimentícia, a cura é uma técnica de conservação que muda a textura e o sabor de vários alimentos como carnes, peixes e queijos.